# 四姑娘山

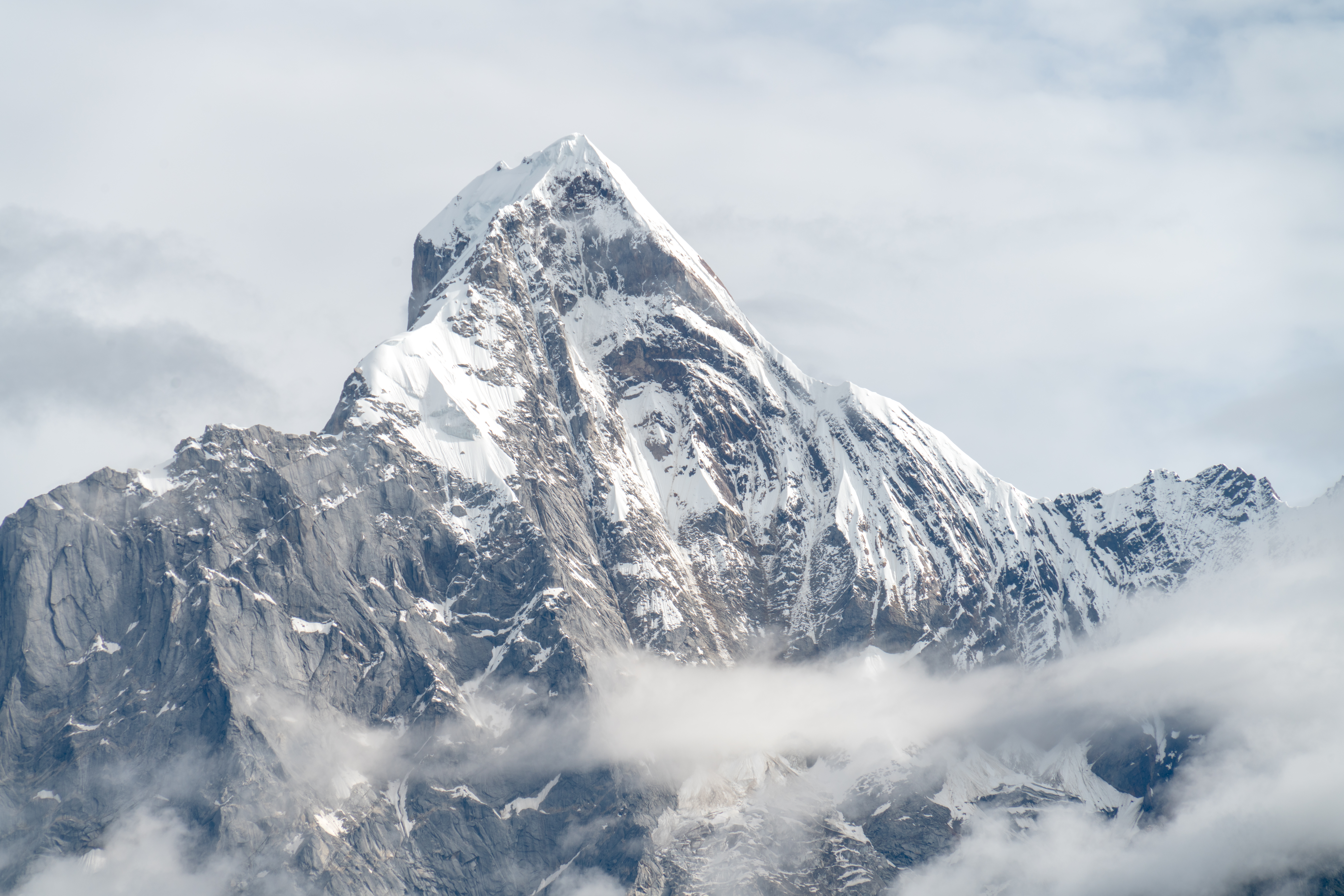
么妹山

四姑娘山（しくうにゃんざん、スーグーニャンシャン、ワイリー方式：ri bo sku bla'i; 蔵文拼音：རི་བོ་སྐུ་བླའི།或སི་གོས་ལང）は、中華人民共和国の四川省アバ・チベット族チャン族自治州にある山で、横断山脈の東縁をなす邛崍山脈の最高峰である。

## 概要
主峰の么妹山（ヤオメイシャン、標高6,250m、么は「一」；么妹は「末娘」の意味）の場所は東経102.9度、北緯31.1度。この南側に、四姑娘山三峰（三姑娘山、5,664m）、四姑娘山二峰（二姑娘山、5,276m）、四姑娘山大峰（大姑娘山、5,025m）の峰が並んでいる。その名は（チベット語: སྐུ་བླ་, ラテン文字転写: Sku）が音訳され「四姑」という字が当てられたことに由来する。中国では「蜀山之王」ミニヤコンカに対して蜀山皇后とも呼ばれる。1994年に中華人民共和国国家級風景名勝区に認定された。

## 保護
2006年には付近が、四川省のジャイアントパンダ保護区として世界遺産に登録されている。